# Slobodanka Markov
Dr Slobodanka Markov (Valjevo, 24. februar 1945 — Novi Sad, 24. avgust 2021) bila je redovna profesorka Univerziteta u Novom Sadu. Više decenija delovala je kao predavač sa fokusom na obrazovanje, sociologiju žena, ženskog preduzetništva, pitanja rodne ravnopravnosti, sociologiju omladine, sociologiju obrazovanja i preduzetnički menadžment na Prirodno-matematičkom fakultetu u Novom Sadu.
Rođena je 1945. godine u Goloj Glavi kod Valjeva. Diplomirala je 1969. godine na Filozofskom fakultetu u Beogradu, iz oblasti sociologije i doktorirala 1990. godine na Fakultetu političkih nauka u Beogradu iz oblasti Sociologije rada i sociologije obrazovanja. Bila je profesor sociologije u Valjevskoj gimnaziji. Potom radila u Beogradu i Novom Sadu gde je 1977. najpre postala asistent a zatim docent, a od marta 2006. godine i redovni univerzitetski profesor.
U Centru za rodne studije Univerziteta u Novom Sadu bila je više decenija angažovana na diplomskim master i doktorskim studijama, na kojima je održavala brojna predavanja i tribine na temu Metode rodnih istraživanja, Žene i društvena moć i Ekonomska uloga žena u modernom društvu.
Oblasti istraživanja su rodni fenomeni, posebno žensko preduzetništvo i preduzetništvo mladih, obrazovanje mladih. Bila je rukovodilac Centra za rodne studije Univerziteta u Novom Sadu (2008—2010).
Aktivistkinja je u ženskim nevladinim organizacijama Ženske studije i istraživanja „Mileva Marić Ajnštajn”, Akademija ženskog preduzetništva i članica Ženske vlade.
Dobitnica je Nagrade za rezultate u oblasti ravnopravnosti polova Izvršnog veća AP Vojvodine za 2010. godinu.

## Objavljeni radovi
Objavila je tri knjige, dva udžbenika i preko sedamdeset radova u domaćim i stranim publikacijama.
- Markov, S., Stanković, F. ured.(2008) Univerzitet i preduzetništvo, Univerzitet u Novom Sadu - UNESCO katedra za studije preduzetništva, Novi Sad, str. 183.
- Milojević, I., Markov, S. (2008)  - ISSN 1740-0201, pp. 175 – 191.
- Markov S. (2007) Promene u obrazovnoj strukturi stanovništva Vojvodine, Zbornik Matice srpske za društvene nauke, br. 122, str. 87 - 104.
- Markov S. (2006) Gender Inequalities within the Academic Elite, Gender Studies, vol. 1, No.5, pp. 255 – 267, ISSN 1583-980X
- Markov S. ured. (2005) Žene u Srbiji - preduzetnički izazovi , Centar za preduzeće, preduzetništvo i menadžment, Novi Sad, 2005, str. 164.
- Markov S. ed. (2005) Women in Serbia - An Entrepreneurial Challenge, Center for Entreprise, Entrepreneurship and Management, Novi Sad, 2005, p. 169.
- Markov S. (2005) Preduzetnice u Srbiji početkom 2000-tih, Zbornik za društvene nauke Matice srpske, br. 118/119,2005, str. 161 - 185.
- Markov S. (2001) Pravo glasa žena CeSID, Beograd, str. 53.
- Markov S. (1998) , pp. 157 – 169.
- Markov S. Stanković, F. (1995) Women in menagement and enterpreneurship in Yugoslavia, Quality of Life, Journal for Social Policy, Bucharest, N. 4, pp. 93 – 104.
- Markov S. (1990) Promene u obrazovnoj strukturi aktivnog stanovništva Jugoslavije, Zbornik za društvene nauke Matice srpske, br. 88, str. 147 - 161.